# Jan Magnussen
Jan Magnussen, (n. 4 iulie 1973) este un pilot de curse danez care a concurat în Campionatul Mondial de Formula 1.

## Cariera în Formula 1
| Sezon | Echipă                     | Număr puncte | Loc clasament general |
| ----- | -------------------------- | ------------ | --------------------- |
| 1995  | Marlboro McLaren Mercedes  | 0            | -                     |
| 1996  | Marlboro McLaren Mercedes  | Pilot teste  | -                     |
| 1997  | HSBC Malaysia Stewart Ford | 0            | -                     |
| 1998  | Stewart Ford               | 1            | 17                    |